# Moustier-en-Fagne
Moustier-en-Fagne là một xã ở trong tỉnh Nord ở miền bắc nước Pháp. Xã này có diện tích 7,13 km², dân số năm 1999 là 72 người. Xã nằm ở khu vực có độ cao trung bình 210 mét trên mực nước biển.